# 巴朗容河畔维纽
巴朗容河畔维纽（法語：Vignoux-sur-Barangeon，法語發音：[viɲu syʁ baʁɑ̃ʒɔ̃]）是法国谢尔省的一个市镇，位于该省西北部，属于维耶尔宗区。

## 地理
巴朗容河畔维纽（47°12'6"N, 2°10'18"E）面积24.87 平方千米，位于法国中央-卢瓦尔河谷大区谢尔省，该省份为法国中部省份，北起卢瓦雷省，西接卢瓦-谢尔省和安德尔省，南至克勒兹省，东南接阿列省，东临涅夫勒省。
与巴朗容河畔维纽接壤的市镇（或旧市镇、城区）包括：阿卢伊、富瓦西、圣洛朗、维耶尔宗。

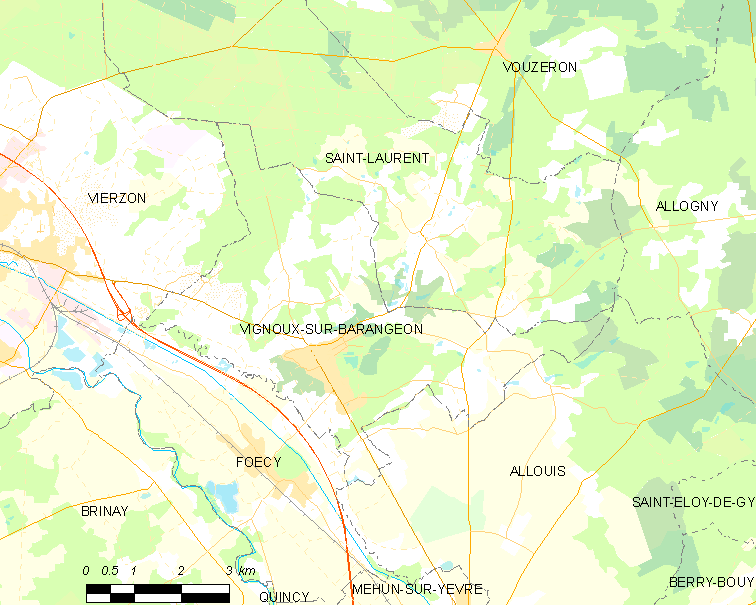
巴朗容河畔维纽的OSM定位图

巴朗容河畔维纽的时区为UTC+01:00、UTC+02:00（夏令时）。

## 行政
巴朗容河畔维纽的邮政编码为18500，INSEE市镇编码为18281。

## 政治
巴朗容河畔维纽所属的省级选区为圣马丹多克西尼县。

## 人口

1962-2008年间巴朗容河畔维纽人口变化图示

巴朗容河畔维纽于2022年1月1日时的人口数量为2061人。